# GIL
GIL står för Göteborgskooperativet för Independent Living. GIL är en ekonomisk förening och ett brukarstyrt kooperativ som med ideella värden samordnar personlig assistans sedan 1989. GIL har inget ekonomiskt vinstintresse. GIL ägs och drivs av de assistansberättigade. GIL:s verksamhetsledare heter Anders Westgerd.
GIL arbetar för mänskliga rättigheter och mot diskriminering. GIL:s ledord är nätverk, självbestämmande och utmanande.
GIL har omkring 260 servicetagare och cirka 2000 personliga assistenter anställda.
GIL har kontor i Göteborg, Varberg och Uddevalla.
GIL har bedrivit ett antal olika socialpolitiska kampanjer med syfte att öka tillgängligheten i samhället för personer med funktionsnedsättningar. 
Alla ska fram 2010 riktade in sig mot att undanröja enkelt avhjälpta hinder till restauranger i Göteborg. 
Alla ska fram 2011 vände sig GIL med samma mål och metod mot butiker i Göteborgs centrum. GIL har i samband med avrundningen av kampanjen delat ut ett pris, Alla ska fram-priset. 2010 vann Erik Ljungberg.
CP-dockan lanserades 2012, hon hade som syfte att väcka uppmärksamhet, positiv eller negativ. När GIL fått uppmärksamheten kunde man passa på att ta plats med en debatt om hur vi möter medmänniskor. CP-dockan blev uppmärksammad i media världen över.
CP-ölet lanserades 2013 för att uppmärksamma otillgänglighet till krogar och barer. Funktionsnedsatta drabbas ständigt av ifrågasättanden. Inte minst i barer och på restauranger. Det kan röra sig om något så enkelt som tillåtelsen att få/kunna komma in på krogar och beställa och dricka öl. Förutom att bli ifrågasatt huruvida man kan/bör dricka alkohol, så finns det en mängd andra hinder som försvårar en utekväll. Det rör sig om otillgängliga entréer, toaletter som inte är handikappanpassade och höga bardiskar. Och för den delen en stad eller en kollektivtrafik som inte är anpassad för alla. För att prata om saken tog GIL fram CP-ölet. Ölet såldes på Systembolaget samt på utvalda krogar och barer och har exempelvis vunnit silverägg i Guldägget -galan samt utsetts till Årets glädjespridare från Nöjesguiden.
GIL genomförde aktionen Independence Day februari 2013. Morgontrötta i Göteborg möttes av en parad av kylskåp på Avenyn. De gamla kylskåpen var ditplacerade för att uppmärksamma de funktionsnedsattas situation i samhället. 
Gamla kylskåp är miljöfarliga och tråkiga. De placeras i särskilda sektioner på återvinningsstationer i stadens utkant. Det är där GIL menar att de hittar parallellen. De menar att beslutsfattare och medmänniskor ser på människor med funktionsnedsättningar som att  de inte bidrar och det är en rimlig tanke att de ska bo tillsammans på institutioner.
Normaldemokraterna startades 2014 på initiativ av GIL, för att väcka frågorna om funktion hos övriga partier. Partiet fick 315 röster i valet till Kommunfullmäktige 2014. 
Instagramaktionen Said by Retards samt ölen Retard Beer lanserades 2018 för att uppmärksamma användningen av r-ordet samt det nedvärderande i att sätta likhetstecken mellan personer med funktionsnedsättningar och idioter.